# Димшиць Веніамін Еммануїлович
Веніамін Еммануїлович Димшиць (нар. 28 вересня 1910, Феодосія, Автономна Республіка Крим — 23 травня 1993, Москва) — радянський державний діяч, заступник голови Ради Міністрів СРСР. Член ЦК КПРС у 1961—1986 роках. Депутат Верховної Ради СРСР 6—11-го скликань. Герой Соціалістичної Праці (26.09.1980).

## Життєпис
Народився 15 (28) вересня 1910 року в Феодосія Таврійської губернії в родині міщанина.
Трудову діяльність розпочав в 1927 році робітником на шахті в Донбасі.
У 1929—1931 роках навчався на Московському автогенно-зварювальному навчальному комбінаті. У 1931—1932 роках працював на будівництві Кузнецького металургійного заводу: виконроб, інженер, завідувач виробництва, заступник начальника робіт зварювальної контори Кузнецькбуду. У 1932 році був директором Уральської обласної зварювальної контори.
З 1933 року — начальник цеху інженерних конструкцій на будівництві заводу «Азовсталь» в Маріуполі Донецької області. У 1934 році вступив на заочне відділення механічного факультету Донецького інституту господарників (не закінчив).
Член ВКП(б) з 1937 року.
У 1937—1939 роках — директор заводу металоконструкцій на будівництві металургійного комбінату «Азовсталь», начальник будівництва Криворізького металургійного заводу.
У 1939—1946 роках — керуючий тресту «Магнітобуд» Челябінської області.
У 1945 році екстерном закінчив Московське вище технічне училище імені Баумана.
У 1946—1950 роках — керуючий тресту «Запоріжбуд» Запорізької області.
У 1950—1953 роках — заступник міністра будівництва підприємств важкої індустрії СРСР — начальник Головного управління з будівництва підприємств свинцевої промисловості. У 1953—1954 роках — начальник Головного управління з будівництва підприємств свинцевої промисловості Міністерства будівництва СРСР.
У 1954—1957 роках — заступник міністра будівництва підприємств металургійної та хімічної промисловості СРСР.
У 1957—1959 роках — головний інженер будівництва Бхілайського металургійного заводу в Індії.
З 9 червня 1959 року по 25 квітня 1962 року — начальник відділу капітального будівництва Держплану СРСР — міністр СРСР.
З 25 квітня 1962 року по 17 липня 1962 року — перший заступник голови Держплану СРСР — міністр СРСР.
17 липня 1962 — 20 грудня 1985 року — заступник голови Ради міністрів СРСР.
Одночасно 17 липня — 24 листопада 1962 року — голова Державного планового комітету (Держплану) Ради Міністрів СРСР.
24 листопада 1962 — 2 жовтня 1965 року —– голова Ради народного господарства СРСР.
2 жовтня 1965 — 25 червня 1976 року —– голова Державного комітету РМ СРСР з питань матеріально-технічного постачання.
Указом Президії Верховної Ради СРСР від 26 вересня 1980 року за великі заслуги перед Радянською державою і в зв'язку з сімдесятиріччя з дня народження Димшицю Веніаміну Еммануїловичу присвоєно звання Героя Соціалістичної Праці з врученням ордена Леніна і золотої медалі «Серп і Молот».
З 20 грудня 1985 року — персональний пенсіонер союзного значення в Москві.
Помер 23 травня 1993 року. Похований на Новодівичому цвинтарі в Москві.

## Нагороди і звання
- Герой Соціалістичної Праці (26.09.1980)
- сім орденів Леніна (16.01.1943, 31.03.1945, 2.12.1947, 9.08.1958, 31.12.1966, 15.09.1970, 26.09.1980)
- орден Жовтневої Революції (27.09.1985)
- два ордени Трудового Червоного Прапора (6.01.1942, 27.09.1960)
- медалі
- двічі Сталінська премія (1946, 1950)